# This Is It (bài hát của Michael Jackson)
"This Is It" là bài hát trong album This Is It với hình ảnh trong This Is It. Đặc biệt có sự tham gia của các anh trai Michael Jackson, The Jacksons. Bài hát này được ra mắt ngày 12 tháng 10 năm 2009, vào lúc nửa đêm, trên trang MichaelJackson.com.

## Các phiên bản
- Original Version – 3:37
- Orchestra Version (Single Edit) - 3:43
- Extended Orchestra Version - 4:40
- Extended Orchestra Version (Album Version) - 4:55

## Xếp hạng
| Chart (2009)                                 | Vị trí cao nhất |
| -------------------------------------------- | --------------- |
| Canadian Hot 100                             | 56              |
| Dutch Singles Chart                          | 35              |
| Japan Hot 100                                | 10              |
| Japan Hot Top Airplay                        | 7               |
| Japan Adult Contemporary Airplay             | 3               |
| UK Radio Airplay Chart                       | 1               |
| U.S. Billboard Hot Adult Contemporary Tracks | 18              |
| U.S. Billboard Hot R&B/Hip-Hop Songs         | 25              |